# Wahlkreis Esher and Walton

Der Wahlkreis mit den Grenzen von 2007

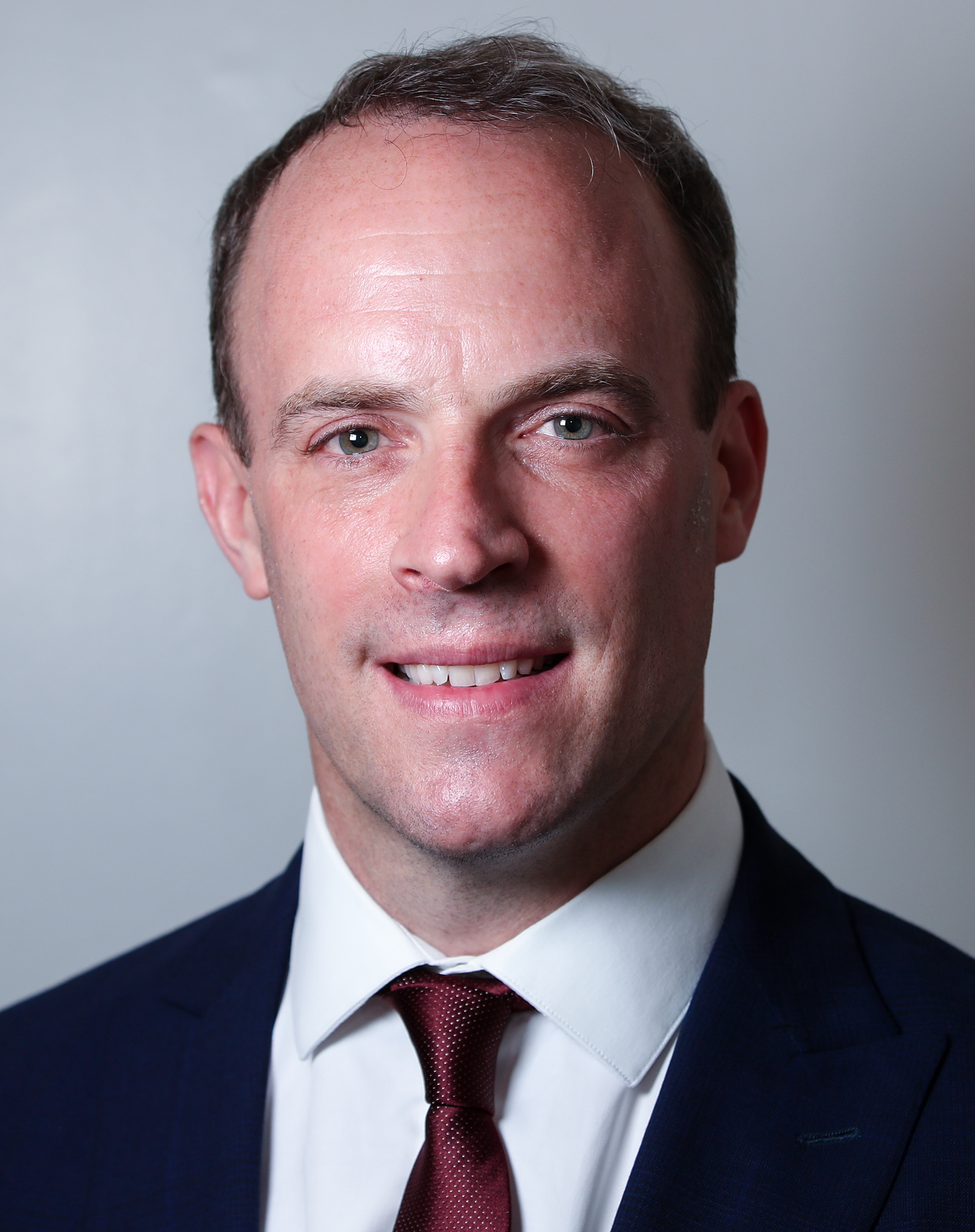
Dominic Raab vertritt den Wahlkreis seit 2010

Esher and Walton ist ein Wahlkreis für das britische Unterhaus in der Grafschaft Surrey. Der Wahlkreis wurde 1997 geschaffen und deckt einen Großteil von Esher, Walton-on-Thames und Claygate ab. Er entsendet einen Abgeordneten ins Parlament.

## Geschichte
Der Wahlkreis wurde aus den ehemaligen Wahlkreisen Esher und Chertsey and Walton geschaffen und wird seit Unterhauswahl 1997 durchgehend von Angehörigen der Conservative Party vertreten.
Bei den Wahlen 1997 gewann Ian Taylor, der den Vorgängerwahlkreis Esher vertrat, den Sitz und amtierte bis zur Unterhauswahl 2010.
Seither vertritt Dominic Raab, der als Vize-Premierminister, Lordkanzler und Justizminister des Vereinigten Königreichs im Kabinett unter Premierminister Rishi Sunak amtiert, den Wahlkreis im House of Commons.
Der Wahlkreis wies im April 2013 eine Arbeitslosigkeit von lediglich 1,3 % auf. Dieser Wert lag damit erheblich niedriger als der nationale Durchschnitt von 3,8 %.

### Unterhauswahl 2019
Der ehemalige Vertreter des Wahlkreises Ian Taylor empfahl bei der Unterhauswahl 2019 nicht für seinen Parteikollegen Dominic Raab, sondern für Monica Harding, die Kandidatin der Liberal Democrats, zu stimmen. Als Grund gab er den europapolitischen Kurs der Tories unter Premierminister Boris Johnson an.